# Carl Berner

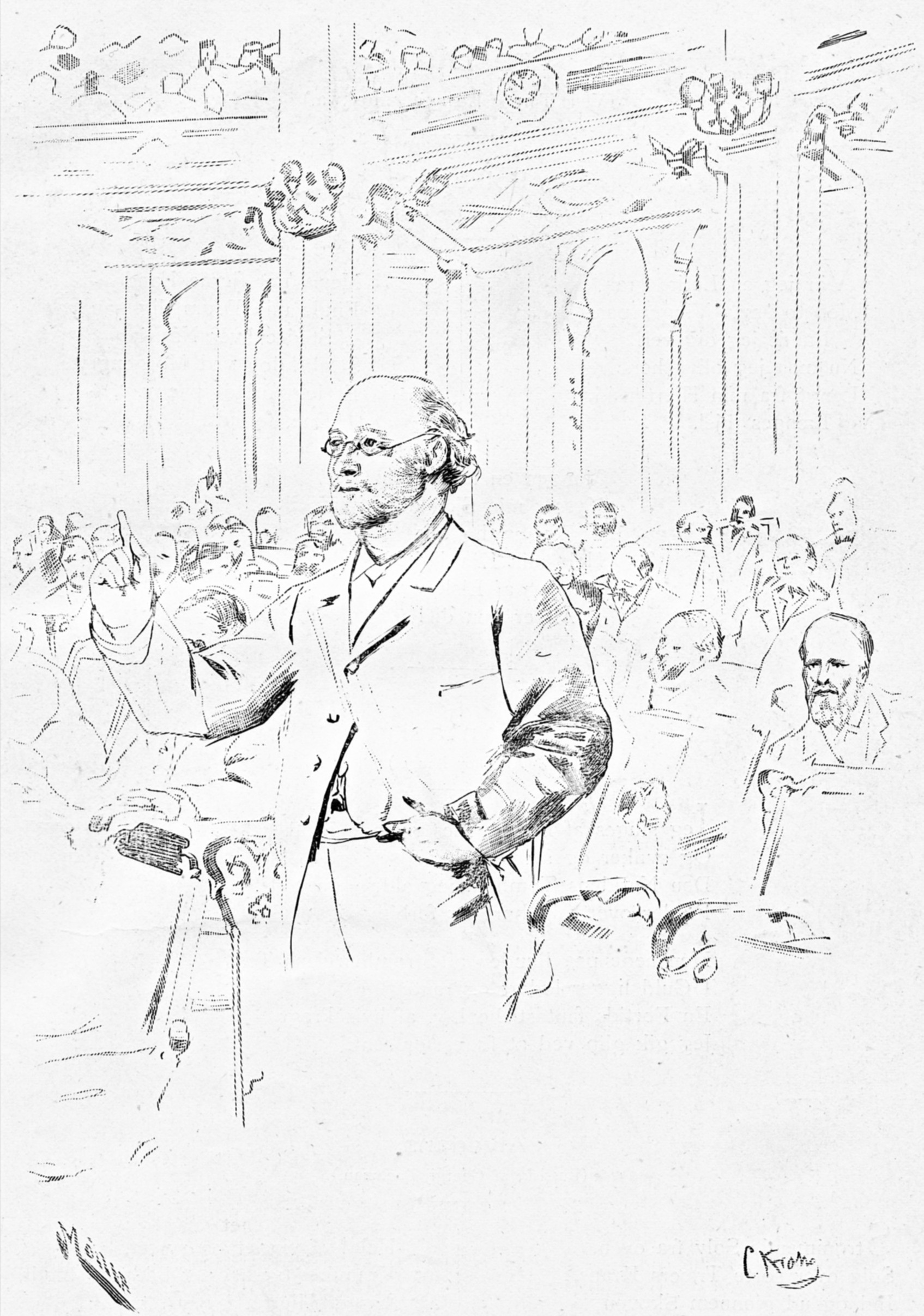
Berner im Storting

Carl Christian Berner (* 20. November 1841 in Christiania; † 25. Mai 1918 ebenda) war ein norwegischer Politiker.

## Leben
Seine Eltern waren der Richter am Stiftsobergericht Oluf Steen Julius Berner (1809–1855) und dessen Frau Marie Louise Falkenberg (1816–1841). Am 14. Juli 1868 heiratete er Olivia Mathilde Jacobine Berner (7. Mai 1841–11. Mai 1919), Tochter des Gerbermeisters Jørgen Haslef Berner (1811–1892) und dessen Frau Jørgine Smith (1808–1887).
Carl Berner war schon früh Vollwaise. Die Mutter starb kurz nach seiner Geburt, die Stiefmutter, als er acht Jahre, der Vater, als er 14 Jahre alt war. Danach lebte er eine Weile bei seiner mütterlichen Familie in Larvik. Das Examen artium legte er 1859 ab. Danach begann er in Christiania ein naturwissenschaftliches Studium, brachte es aber nicht zum Abschluss. Stattdessen unterrichtete er an verschiedenen höheren Schulen. Dabei nahm er aktiv an der studentischen Politik teil und war von 1867 bis 1868 Vorsitzender des Studentenbundes. In dieser Zeit schloss er sich den national-demokratischen Oppositionellen an und war auch Mitglied bei den „Døleringen“, die das einfache Landleben zum Vorbild des Lebensstils genommen hatten.
Nach einem Studienaufenthalt im Ausland wurde er 1874 Rektor der neuen Technischen Hochschule in Bergen. Dort engagierte er sich bald politisch und war Mitglied der kommunalen Selbstverwaltung. In den frühen 1880er Jahren nahm er auf Seiten der Venstre an den politischen Auseinandersetzungen teil. 1886 bis 1891 und 1895 bis 1903 war er Stortings-Delegierter für Bergen und 1903 bis 1909 für Sarpsborg. Er blieb bis 1909 Mitglied des Stortings mit Ausnahme der Periode von 1892 bis 1894, als er Staatsrat in der Regierung und daher für das Storting nicht wählbar war. 1899 wurde er daneben Verwalter des Stempelpapiers. 1886 bis 1889 war er Präsident des Odelstings.
In der Sitzungsperiode des Stortings 1889 bis 1891 war er der parlamentarische Anführer der „reinen Venstre“, weil deren eigentlicher Anführer Johannes Steen in der Wahl 1888 durchgefallen war. Er war zwar ein tüchtiger Parlamentarier, hatte aber kein hohes Ansehen in der Zeit des Schismas innerhalb von Venstre. Aber er war immer noch Ansprechpartner für die ausgeschiedenen „moderaten Venstre“. Er konnte daher die Rolle des Vermittlers übernehmen.
Karl Berner zeigte sein Geschick, als es darum ging, die Venstre aus dem Dilemma zu befreien, das darin bestand, dass diese kein Vertrauen mehr zu Johan Sverdrup hatte, diesen aber nicht mit Hilfe der Rechten (Høyre) stürzen wollte. Als Høyre 1889 ein Misstrauensantrag stellte, stellte Berner so harte Bedingungen, um eine umgebildete Regierung Sverdrups zu unterstützen, dass der König es vorzog, die Regierung zu entlassen und stattdessen Emil Stang mit der Regierungsbildung beauftragte.
Zwei Jahre später kam es zur Regierungskrise durch „Berners Tagesordnung“, die er dem Storting vorlegte und dieses am 23. Februar 1891 den Antrag annahm. Es war ein Markstein im Parlamentarismus Norwegens und in der Unionspolitik. Die Annahme der Tagesordnung beinhaltete die Forderung nach einem eigenen norwegischen Außenminister. Die Tagesordnung war gegen einen gemeinsamen Vorschlag Emil Stangs und der schwedischen Regierung gerichtet. Sie provozierte die Vertrauensfrage Stangs, die zum ersten Mal zu einem Fall einer parlamentarischen Regierung durch eine Abstimmung im Storting führte. Dabei war er weder der Urheber dieser neuen Linie, noch der Verfasser des Antrags, sondern der Schlussredaktor, dem es gelang, durch geschickte Formulierung den widerstreitenden Interessen der Fraktionen der Venstre, „reine“ und „moderate“, Genüge zu tun.

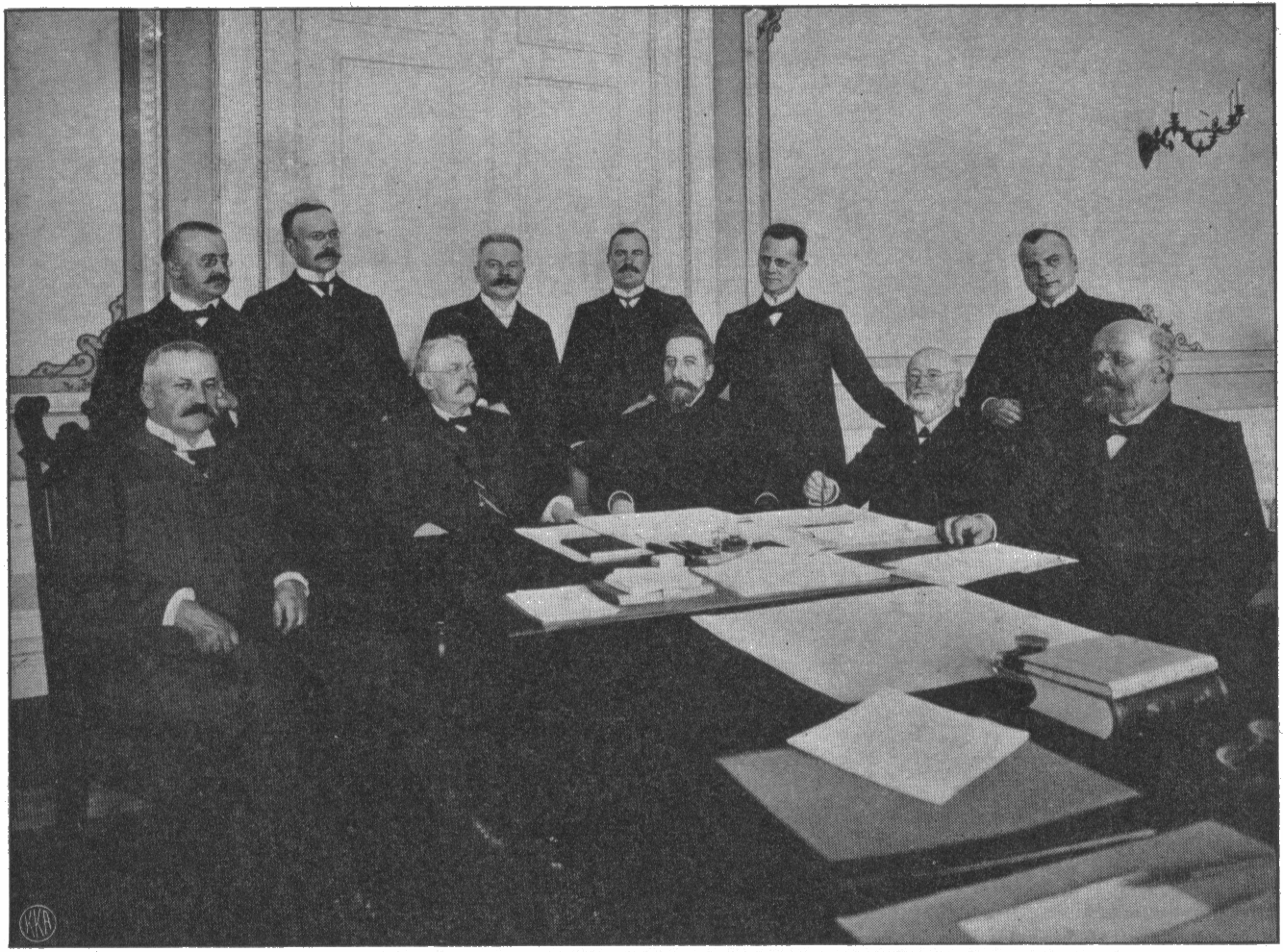
Die Verhandlungen von Karlstad. Berner Dritter von rechts.

In der Regierung von Johannes Steen, die auf die Regierung Stangs folgte, war Berner zunächst Mitglied der Staatsratsabteilung in Stockholm, danach Staatsrat des Kirchen- und Unterrichtsdepartements. Dort hat er aber keine besonderen Leistungen erbracht. Sein Feld war die Auseinandersetzung im Storting. Sowohl als Staatsrat von 1891 bis 1893 als auch im Storting vertrat er in der Unionspolitik konsequent die Linie, die durch „Berners Tagesordnung“ vorgezeichnet war: Neben dem längerfristigen Ziel eines eigenen Außenministers verfolgte er tagesaktuell zunächst das Ziel eines eigenen Konsulatswesens für Norwegen. Im Januar 1903 beschloss das Storting eine neue „Berners Tagesordnung“ für die Endphase der schwedisch-norwegischen Verhandlungen im Konsulatsstreit. Berner spielte eine zentrale Rolle, als er 1905 als Präsident des Stortings, der er 1898 geworden war, in einem Sonderausschuss das norwegische Vorgehen in der Konsulatssache vorbereitete, die zur Auflösung der Union führte. Der Höhepunkt seiner politischen Laufbahn war, als er am 1. Juni von seinem Platz als Präsident des Stortings die Auflösung der Union proklamierte. In dieser Zeit war er auch Mitglied des Lagting. Er nahm danach auch an den Verhandlungen von Karlstad teil, in denen die Modalitäten der Trennung von Schweden erarbeitet wurden.
Carl Berner war in mehreren Sitzungsperioden Fraktionsvorsitzender der Venstre. Innerhalb der Partei hatte er aber keine hervorgehobene Position, bis er 1903 Vorsitzender wurde. Er bewahrte durch sein moderates Verhandlungsgeschick die Venstre vor dem Zerfall, hatte aber keine Ambitionen, in der innerlich zersplitterten Partei nach 1906 noch eine Führungsposition zu übernehmen. Sein Bemühen um einen Kompromiss mit der Regierung Michelsen isolierte ihn weitgehend in der Partei, die mehrheitlich dem Oppositionskurs Gunnar Knudsens folgte. 1909 verlor er die Wahl in seinem Wahlkreis „Nedre Romerike“ und zog sich aus der Politik zurück.
Außerhalb der Politik hatte er ebenfalls einige wichtige Funktionen: Er war Mitglied des Vorstandes im Nansen-Fond, im Nobel-Komitee des Stortings und im Verein für die Bewahrung der norwegischen Altertümer. Er war auch der erste Vorsitzende des Nordmannsforbund.
Er erhielt das Großkreuz des St.-Olavs-Ordens, das Großkreuz der französischen Ehrenlegion, die Krönungsmedaille und die Medaille zum 7. Juni.
Er wurde in Vestre gravlund in Oslo begraben.

## Ämter
- 1886–1888: 4. Delegierter für Bergen (Venstre); Mitglied des Eisenbahnkomitees
- 1889–1891: 1. Delegierter für Bergen (Venstre); Mitglied des Eisenbahnkomitees; Mitglied des Wahlausschusses.
- 1891–1892: Staatsrat in Stockholm
- 1892–1893: Staatsrat im Kirchen- und Unterrichtsdepartement.
- 1895–1897: 1. Delegierter für Bergen (Venstre); Mitglied des Zollkomitees; Mitglied des Wahlausschusses.
- 1898–1900: 3. Delegierter für Bergen (Venstre); Direktor der Technischen Schule; Mitglied des Zollkomitees; Mitglied des Wahlausschusses.
- 1900–1903: 2. Delegierter für Bergen (Venstre); Stempelpapierverwalter; Mitglied des Verfassungsausschusses; Mitglied des Großen Haushaltsausschusses; Mitglied des Wahlausschusses; Mitglied des Fullmakts-Ausschusses.[6]
- 1904–1906: 1. Delegierter für Sarpsborg (Venstre); Stempelpapierverwalter; 1905–1906 Vorsitzender des Verfassungsausschusses; Mitglied des Fullmakts-Ausschusses; Mitglied des Wahlausschusses.
- 1907–1909: 1. Delegierter für Sarpsborg (Venstre); Stempelpapierverwalter; Vorsitzender des Verfassungsausschusses; Mitglied des vorbereitenden Fullmakts-Ausschusses.[7]